# Alain Cortade
 (mars 2012).
Si vous disposez d'ouvrages ou d'articles de référence ou si vous connaissez des sites web de qualité traitant du thème abordé ici, merci de compléter l'article en donnant les références utiles à sa vérifiabilité et en les liant à la section « Notes et références ».
Alain Cortade, né le 7 mars 1942 à Marrakech (Maroc), est un homme politique français, maire du Pontet entre 1994 et 2013.

## Biographie
Alain Cortade est élu pour la première fois le 14 mars 1971 au sein du conseil municipal du Pontet. Jeune dirigeant d’entreprise, il est remarqué par le maire en place, Régis Deroudilhe. Six ans plus tard, en mars 1977, après un premier mandat, Alain Cortade devenait troisième adjoint chargé des travaux. En mars 1983, il devient premier adjoint au maire aux côtés de Régis Deroudilhe pendant onze années, dont une réélection au poste de maire adjoint en 1989. Enfin, il est élu à la tête de la commune en mai 1994. Il est alors, depuis mars 1993, député suppléant de Marie-Josée Roig.
Alain Cortade est l’un des fondateurs de la communauté de communes du Grand Avignon en décembre 1994 aux côtés de Guy Ravier, Léon Guet et Léopold Maigre. Il en est le premier vice-président puis président en juillet 1995. En novembre 1995, il est élu président du syndicat mixte pour l’aménagement, la gestion et l’entretien du canal de Vaucluse. Il est à l’origine de la transformation de la COGA en communauté d’agglomération du Grand Avignon en janvier 2001. Il en assure la présidence jusqu’en avril 2001 avant de céder la place au maire d’Avignon.
Parallèlement, en 2001, il est réélu maire du Pontet en mars puis premier vice-président du Grand Avignon en avril. Il est également reconduit comme président du Syndicat du canal de Vaucluse et premier vice-président du syndicat mixte de gestion des Sorgues.
En 2004, il est élu premier vice-président du syndicat mixte du SCOT. 
En mai 2004, il est élu député de la première circonscription de Vaucluse, jusqu'en juin 2007.
Réélu maire du Pontet en mars 2008, Alain Cortade remplit les fonctions suivantes :
Il démissionne de son mandat de maire, tout en restant conseiller municipal, le 1er octobre 2013. Il est remplacé par son ancienne première adjoint, Béatrice Lecoq.

## Carrière sportive et autres distinctions
Alain Cortade remporte avec L’USP XIII le titre de champion de France de rugby à XIII en 1963 et 1965. Il est un temps vice-président de la Fédération française de rugby à XIII.
Il assure la présidence de l'USP XIII de 1980 à 1986. Le club décroche sept titres[Quoi ?] durant cette période. En 1988, Alain Cortade reçoit la médaille d’or de la Fédération française de rugby à XIII, distinction à laquelle viennent s'ajouter la médaille d’argent de la jeunesse et des sports en 1995, la médaille des anciens combattants en 2001 et le titre de chevalier de la Légion d'honneur la même année.

## Distinctions
- Chevalier de la Légion d'honneur (2001)[réf. souhaitée]
- Médaille de la jeunesse, des sports et de l'engagement associatif, argent (1995)